# She Is Suffering
She Is Suffering is derde single van het muziekalbum The Holy Bible van de Welshe alternatieve rockband Manic Street Preachers uit 1994.

## Overzicht
Volgens Richey James Edwards is het begeerte het thema van de tekst. In tegenstelling tot de meeste nummers van het album bevat het geen sample van een citaat, hoewel de Amerikaanse remix een citaat van John G. Bennett bevat. Het is samen met "This Is Yesterday" een van de rustigere nummers van het album.
De single behaalde nummer 25 in de UK Singles Chart

## Tracks

### CD1
1. "She is Suffering" (7" radio edit) - 4:06
2. "Love Torn Us Under" - 3:42
3. "The Drowners" (Brett Anderson/Bernard Butler)
4. "Stay with Me" (featuring Bernard Butler) (Rod Stewart/Ron Wood)

### CD2 met remixen vanThe Chemical Brothers
1. "She is Suffering" (7" radio edit)
2. "La Tristesse Durera (Scream to a Sigh)" (Vocal Mix)
3. "La Tristesse Durera (Scream to a Sigh)" (Dub Mix)
4. "Faster (Dub Mix)

### 20"
1. "She is Suffering" (7" radio edit) - 4:04
2. "The Drowners" (live) (Brett Anderson/Bernard Butler)
3. "Stay with Me" (live featuring Bernard Butler) (Rod Stewart/Ron Wood)

### Cassette
1. "She is Suffering" (7" radio edit)
2. "Love Torn Us Under"

- Alle live tracks opgenomen in de Clapham Grand, Londen op 2 maart 1994 voor het Philip Hall Memorial Fund van Cancer Research UK.